# Atlanta (série télévisée)
Pour les articles homonymes, voir Atlanta (homonymie).
Atlanta est une série télévisée américaine en 41 épisodes d'environ 30 minutes créée par Donald Glover et diffusée entre le 6 septembre 2016 et le 10 novembre 2022 sur la chaîne américaine FX et en simultané sur FX Canada au Canada.
En France, la série est diffusée à partir du 5 mai 2017 sur OCS City, puis sur la chaîne Trace Urban dès le 6 janvier 2019. En Belgique, elle est diffusée à partir du 15 juin 2017 sur BeTV. Néanmoins, elle reste encore inédite dans d'autres pays francophones.

## Synopsis
Cette série traite de la vie de deux cousins sur la scène rap d'Atlanta. Earn (Donald Glover), qui a quitté ses études dans la prestigieuse université de Princeton, travaille dans un aéroport en vendant des cartes de crédit. Le jeune homme, qui veut subvenir aux besoins de sa famille, sa fille Lottie et son amie Vanessa (Zazie Beetz), va tenter de devenir le manager de son cousin Alfred (Brian Tyree Henry). Sous le pseudonyme de « Paper Boi », ce dernier, une star montante du hip-hop à Atlanta, vivote dans son appartement, où il héberge son meilleur ami Darius (Lakeith Stanfield).

## Distribution

### Acteurs principaux
- Donald Glover (VF : Diouc Koma) : Earnest « Earn » Marks
- Brian Tyree Henry (VF : Frantz Confiac) : Alfred « Paper Boi » Miles
- Lakeith Stanfield (VF : Eilias Changuel) : Darius
- Zazie Beetz (VF : Fily Keita) : Vanessa « Van » Keefer

### Acteurs récurrents

#### Saison 1
- Isiah Whitlock Jr. : Raleigh Marks
- Harold House Moore (VF : Olivier Chauvel) : Swiff
- Myra Lucretia Taylor : Mrs. Marks
- Griffin Freeman (VF : Jean-François Cros) : Dave
- Brandon Hirsch : Devyonne Johnson
- Emmett Hunter : Ahmad White
- Cranston Johnson : Deshawn
- Austin Crute (VF : Benoit DuPac) : Justin
- Rick Holmes (en) (VF : Fabrice Lelyon) : Craig Allen

- Version française
  - Société de doublage : Nice Fellow[8]
  - Direction artistique : Stéphane Marais[8]

 Source et légende : version française (VF) sur RS Doublage

## Production

### Développement
La chaîne à péage FX annonce le 6 août 2013, le développement du projet de série de Donald Glover, centré sur le domaine musical,. Le 12 décembre 2014, elle commande un épisode pilote,.
Le 15 octobre 2015, FX annonce la commande du projet de série avec une commande de dix épisodes,. Le 5 juillet 2016, elle annonce la date de lancement de la série au 6 septembre 2016,.
Le 20 septembre 2016, le réseau FX annonce la reconduction de la série pour une deuxième saison,. En janvier 2017, est annoncé qu'elle sera diffusée courant 2018.
Le 5 janvier 2018, FX annonce lors des Television Critics Association la date de lancement de la deuxième saison au 1er mars 2018.
Le 7 juin 2018, la série est reconduite pour une troisième saison. Le 6 août 2019, la série est renouvelée pour une quatrième saison. Le tournage des saisons 3 et 4 devait initialement débuter au printemps 2020, mais repoussée en raison de la pandémie de Covid-19.

## Épisodes

### Première saison (2016)
1. Big Bang (The Big Bang)
2. Voies sans issue (Streets on Lock)
3. Fauché comme jamais (Go for Broke)
4. L'Effet Streisand (The Streisand Effect)
5. Personne ne bat le Biebs (Nobody Beats the Biebs)
6. Pas les mêmes valeurs (Value)
7. B.A.N. (B.A.N.)
8. La Boîte de nuit (The Club)
9. Juneteenth (Juneteenth)
10. La Veste (The Jacket)

### Deuxième saison (2018)
Cette saison de onze épisodes a été diffusée du 1er mars au 10 mai 2018.
1. Alligator Man
2. Sportin' Waves
3. Money Bag Shawty
4. Helen
5. Barbershop
6. Teddy Perkins
7. Champagne Papi
8. Woods
9. North of the Border
10. FUBU
11. Crabs in a Barrel

### Troisième saison (2022)
Note : Pour les informations de renouvellement voir la section Production.
La troisième saison, composée de dix épisodes, est diffusée depuis le 24 mars 2022.
1. Three Slaps
2. Sinterklaas is Coming to Town
3. The Old Man and the Tree
4. The Big Payback
5. Cancer Attack
6. White Fashion
7. Trini 2 De Bone
8. New Jazz
9. Rich Wigga Poor Wigga
10. Tarrare

### Quatrième saison (2022)
La quatrième et dernière saison de dix épisodes est diffusée depuis le 15 septembre 2022.
1. The Most Atlanta
2. The Homeliest Little Horse
3. Born 2 Die
4. Light Skinned-ed
5. Work Ethic!
6. Crank Dat Killer
7. Snipe Hunt
8. The Goof Who Sat by the Door
9. Andrew Wyeth. Alfred's World.
10. It Was All a Dream

## Réception critique
Pour Libération, il s'agit d'« une série touchée par la grâce, au réalisme lardé de saillies oniriques », qui tire ses influences à la fois de Sur écoute, de Twin Peaks et de Louie.
| Saison | Saison | Critique               | Critique              |
| Saison | Saison | Rotten Tomatoes        | Metacritic            |
| ------ | ------ | ---------------------- | --------------------- |
|        | 1      | 8,56/10 (64 critiques) | 90/100 (36 critiques) |
|        | 2      | 9,02/10 (43 critiques) | 97/100 (28 critiques) |
|        | 3      |                        |                       |

## Nominations et récompenses
| Année | Récompense                                        | Catégorie                                                  | Nommé                                                             | Résultat   |
| ----- | ------------------------------------------------- | ---------------------------------------------------------- | ----------------------------------------------------------------- | ---------- |
| 2016  | African-American Film Critics Association         | Top 10 des séries de l'année                               | Atlanta                                                           | 3e place   |
| 2016  | African-American Film Critics Association         | Meilleure série comique                                    | Atlanta                                                           | Lauréat    |
| 2016  | Critics' Choice Television Awards                 | Nouvelle série la plus attendue                            | Atlanta                                                           | Lauréat    |
| 2016  | Critics' Choice Television Awards                 | Meilleur acteur dans une série comique                     | Donald Glover                                                     | Lauréat    |
| 2016  | Critics' Choice Television Awards                 | Meilleure série comique                                    | Atlanta                                                           | Nomination |
| 2016  | IGN Award                                         | Meilleure série comique                                    | Atlanta                                                           | Lauréat    |
| 2016  | IGN Award                                         | Meilleure série                                            | Atlanta                                                           | Nomination |
| 2016  | IGN People's Choice Award                         | Meilleure série comique                                    | Atlanta                                                           | Lauréat    |
| 2017  | Golden Globes                                     | Meilleure série musicale ou comique                        | Atlanta                                                           | Lauréat    |
| 2017  | Golden Globes                                     | Meilleur acteur dans une série musicale ou comique         | Donald Glover                                                     | Lauréat    |
| 2017  | Primetime Emmy Awards                             | Meilleure série comique                                    | Atlanta                                                           | Nomination |
| 2017  | Primetime Emmy Awards                             | Meilleur acteur dans une série comique                     | Donald Glover                                                     | Lauréat    |
| 2017  | Primetime Emmy Awards                             | Meilleure réalisation pour une série comique               | Donald Glover épisode B.A.N.                                      | Lauréat    |
| 2017  | Primetime Emmy Awards                             | Meilleur scénario pour une série comique                   | Donald Glover épisode B.A.N.                                      | Nomination |
| 2017  | Primetime Emmy Awards                             | Meilleur scénario pour une série comique                   | Donald Glover épisode Streets on Lock                             | Nomination |
| 2017  | Primetime Emmy Awards                             | Meilleur casting pour une série comique                    | Alexa L. Fogel, Tara Feldstein, Chase Paris, FX Network           | Nomination |
| 2017  | AFI Awards                                        | Programme télévisé de l'année                              | Atlanta                                                           | Lauréat    |
| 2017  | BET Awards                                        | Meilleur acteur                                            | Donald Glover                                                     | Nomination |
| 2017  | Black Reel Awards for Television                  | Meilleure série comique                                    | Atlanta                                                           | Lauréat    |
| 2017  | Black Reel Awards for Television                  | Meilleur acteur dans une série comique                     | Donald Glover                                                     | Lauréat    |
| 2017  | Black Reel Awards for Television                  | Meilleur scénario pour une série comique                   | Donald Glover épisode B.A.N.                                      | Nomination |
| 2017  | Black Reel Awards for Television                  | Meilleure musique de série                                 | Ludwig Göransson, Donald Glover, Jen Malone                       | Nomination |
| 2017  | Black Reel Awards for Television                  | Meilleur acteur dans un second rôle dans une série comique | Lakeith Stanfield                                                 | Nomination |
| 2017  | Black Reel Awards for Television                  | Meilleure réalisation pour une série comique               | Donald Glover épisode B.A.N.                                      | Nomination |
| 2017  | Directors Guild of America Awards                 | Meilleure réalisation pour une série comique               | Donald Glover épisode B.A.N.                                      | Nomination |
| 2017  | Gay and Lesbian Entertainment Critics Association | Série comique de l'année                                   | Atlanta                                                           | Nomination |
| 2017  | Gay and Lesbian Entertainment Critics Association | Meilleur acteur de télévision de l'année                   | Donald Glover                                                     | Nomination |
| 2017  | Gold Derby Awards                                 | Meilleur acteur dans un rôle principal                     | Donald Glover                                                     | Lauréat    |
| 2017  | Gold Derby Awards                                 | Série comique                                              | Atlanta                                                           | Nomination |
| 2017  | Gold Derby Awards                                 | Acteur de comédie dans un second rôle                      | Brian Tyree Henry                                                 | Nomination |
| 2017  | Gold Derby Awards                                 | Épisode de comédie de l'année                              | Donald Glover épisode B.A.N.                                      | Nomination |
| 2017  | NAACP Image Awards                                | Meilleure réalisation pour une série comique               | Donald Glover épisode Atlanta: Value                              | Lauréat    |
| 2017  | NAACP Image Awards                                | Meilleure série comique                                    | Atlanta                                                           | Nomination |
| 2017  | NAACP Image Awards                                | Meilleur acteur dans une série comique                     | Donald Glover                                                     | Nomination |
| 2017  | NAACP Image Awards                                | Meilleur scénario pour une série comique                   | Donald Glover épisode B.A.N.                                      | Nomination |
| 2017  | MTV Movie & TV Awards                             | Émission de l'année                                        | Atlanta                                                           | Nomination |
| 2017  | MTV Movie & TV Awards                             | Meilleur duo                                               | Lakeith Stanfield et Brian Tyree Henry                            | Nomination |
| 2017  | MTV Movie & TV Awards                             | Meilleur acteur de télévision                              | Donald Glover                                                     | Nomination |
| 2017  | People's Choice Awards                            | Série comique du câble préférée                            | Atlanta                                                           | Nomination |
| 2017  | PGA Awards                                        | Meilleurs producteurs pour une série télévisée comique     | Donald Glover, Dianne McGunigle, Paul Simms, Hiro Murai, Alex Orr | Lauréat    |
| 2017  | Television Critics Association Awards             | Meilleure série comique                                    | Atlanta                                                           | Lauréat    |
| 2017  | Television Critics Association Awards             | Meilleure interprétation dans une série comique            | Donald Glover                                                     | Lauréat    |
| 2017  | Television Critics Association Awards             | Émission de l'année                                        | Atlanta                                                           | Nomination |
| 2017  | Television Critics Association Awards             | Meilleure nouvelle série                                   | Atlanta                                                           | Nomination |
| 2017  | Writers Guild of America Awards                   | Meilleur scénario pour une série télévisée comique         | Donald Glover, Stephen Glover, Stefani Robinson, Paul Simms       | Lauréat    |
| 2017  | Writers Guild of America Awards                   | Meilleur scénario pour une nouvelle série télévisée        | Donald Glover, Stephen Glover, Stefani Robinson, Paul Simms       | Lauréat    |
| 2017  | Writers Guild of America Awards                   | Meilleur scénario pour un épisode comique                  | Donald Glover épisode Streets on Lock                             | Nomination |